# Val d'Ombla

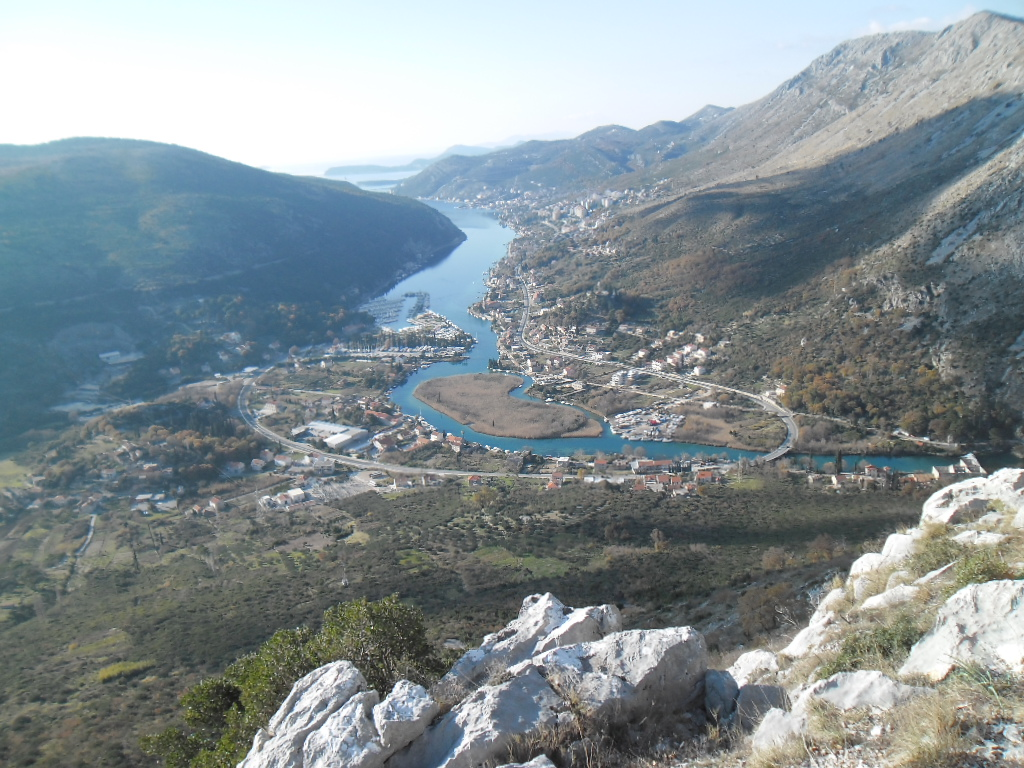
Vista da Golubov sulla Val d'Ombla

La Val d'Ombla (in croato Rijeka dubrovačka) è una ría a nord di Ragusa, in Croazia, lungo la costa del mare Adriatico. Simile ad un fiordo, la  ría si insinua all'interno dei rilievi costieri per una lunghezza di circa 3,7 km (2 miglia nautiche) ed è oggi attraversata da un ponte su cui transita la strada statale D8.
All'estremità interna della profonda insenatura, nei pressi dell'insediamento di Komolac, sfocia il breve fiume omonimo Ombla, 

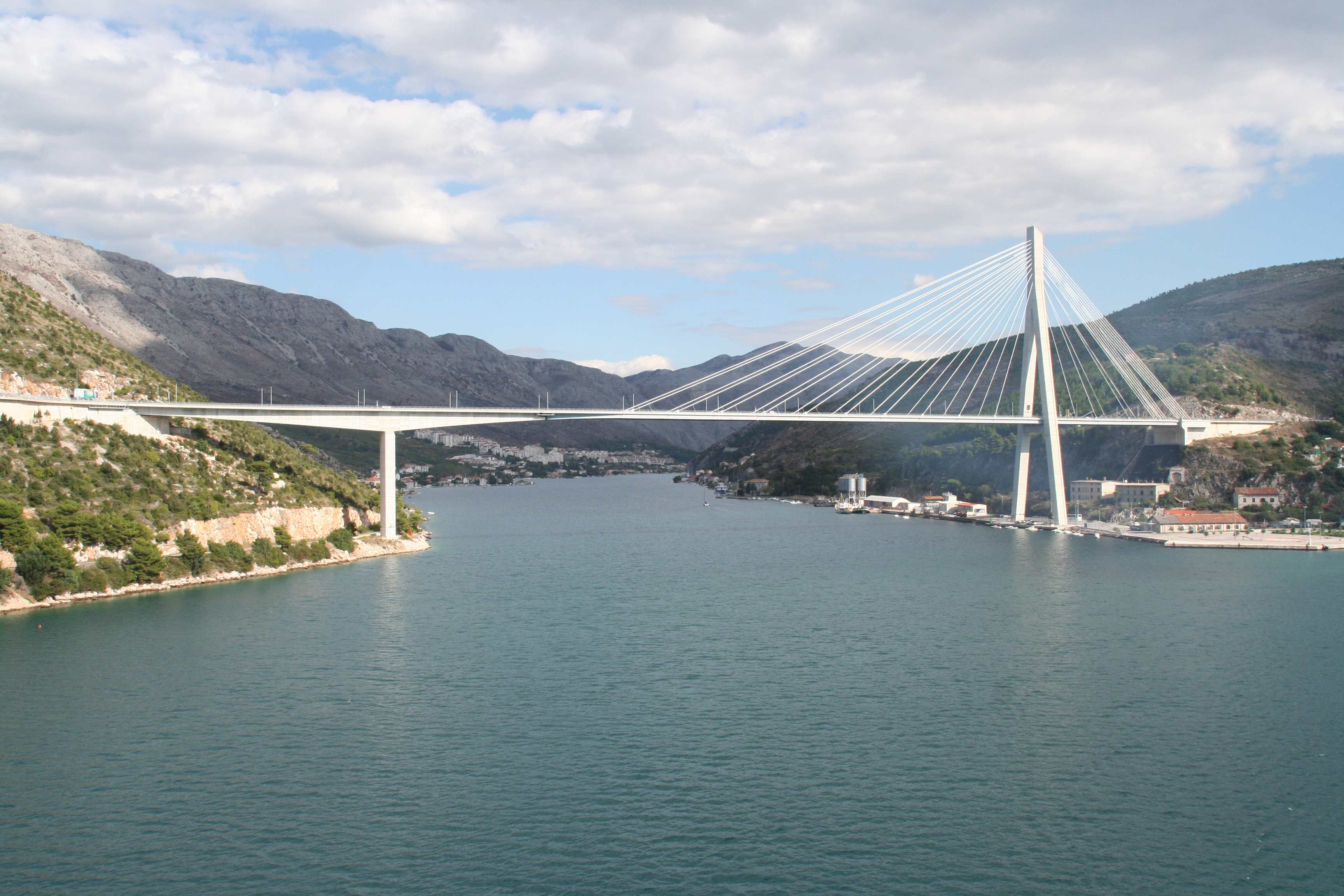
Il ponte della strada statale 8

Lungo la ría, sorgono diversi insediamenti; tra i più antichi vi sono Moccosizza (Mokošica), Rosgiatto (Rožat) e Santo Stefano d'Ombla (Sustjepan). 
Presso Rosgiatto si trovano i resti di un monastero risalente al XII secolo, fondato dai monaci benedettini di Lacroma. Oggi la chiesa parrocchiale sorge sul luogo dell'ex convento, mentre sulla costa sorge il convento francescano dei Padri minori osservanti.

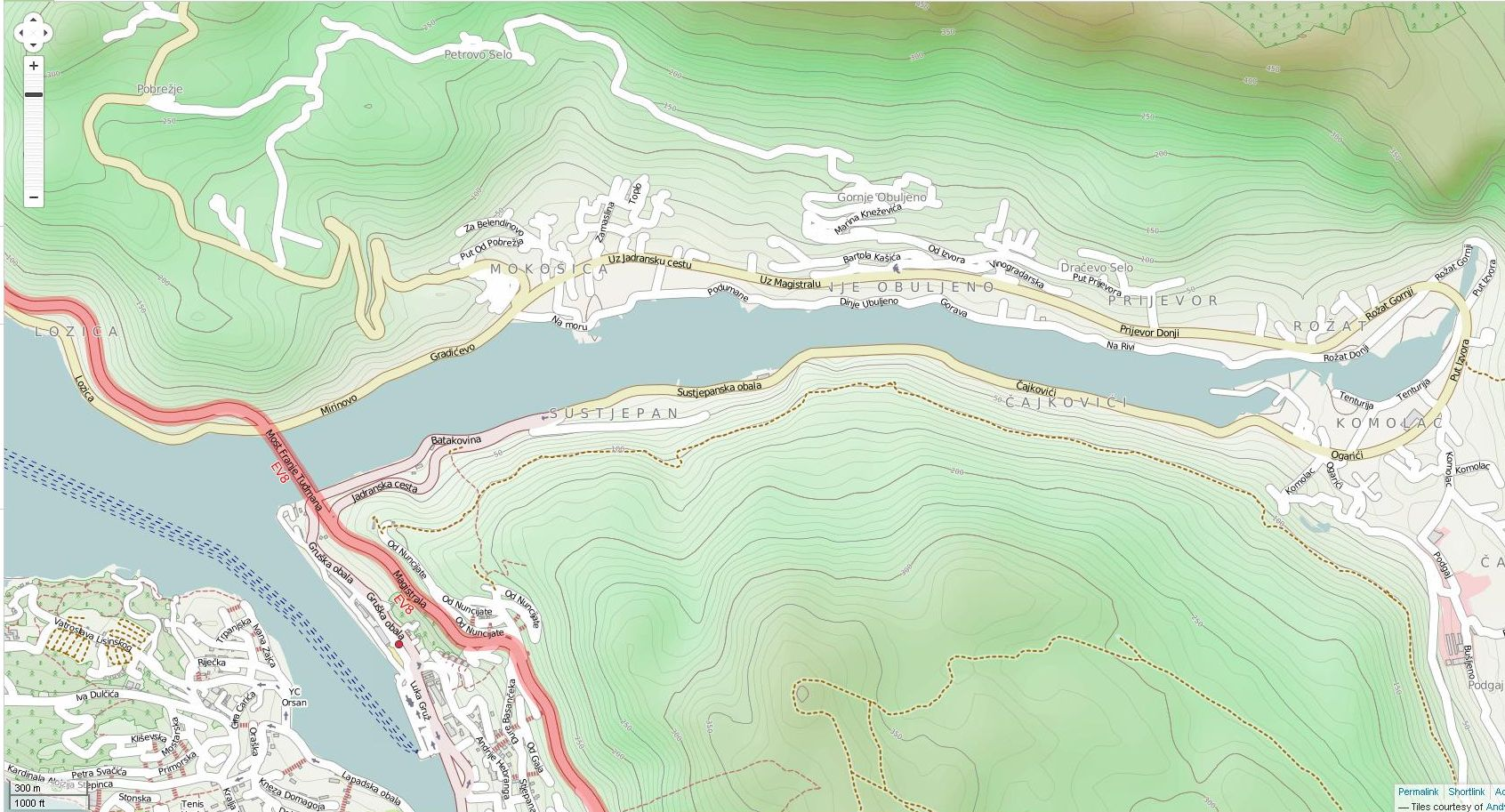
mappa della Val d'Ombla

Sulla sponda meridionale della Val d'Ombla, sorge l'insediamento di Santo Stefano che ospita l'omonima chiesa romanica.